# Poep in je hoofd
Poep in je hoofd is een nummer uit 1995 van De Raggende Manne. Het nummer werd gezongen door Bob Fosko. Het nummer werd opgenomen in het album Klassiek raggen van Bob Fosko En Het Kollektief Roest & Wrakhout uit 2011.